# Синаница
Синаница (2516 м), наричан още Разцепения връх, Варовитата чука или Чуката, е връх в Пирин. Издига се на Синанишкото странично било, на югозапад от връх Георгийца и на запад от Момин връх. Изграден е от розово-сив мрамор. Има характерен разцепен вид, поради което не може да се сбърка, когато се гледа от югозапад, например от град Сандански. Североизточната му 200-метрова отвесна стена е алпийски катерачески обект от категория „а“. Тя е изкачена за пръв път от Андрей Тодоров и Васил Настев през 12.07.1949, а първото зимно изкачване от Енчо Петков и Йордан Мачирски е през 27.04.1955. От върха при ясно време се разкрива красива гледка към Кончето и в. Вихрен на североизток до в. Каменица на югоизток. От едноименната хижа, която се намира на северозападния бряг на Синанишкото езеро до върха може да се стигне за час. Тъй като се намира малко встрани от останалите обекти в Пирин, Синаница е по-малко посещаван връх, но е любим на много от туристите. До него може да се стигне от хижите Вихрен, Беговица (Каменица), Яне Сандански или заслон Спано поле. Всеки от преходите е между 2 и 6 ч.
Синаница е един от най-красивите върхове в Пирин и изобщо в България.